# Wicked Wisdom
Wicked Wisdom es una banda estadounidense de metal con Jada Pinkett Smith (también conocido como Jada Koren) (voz), Pocket Honore (guitarra y voces), Rio Lawrence (bajo y coros), Philip "Fish" Fisher (batería, anteriormente en Fishbone) y Cameron "Wirm" Graves (guitarra y teclados). 
La banda se formó en Los Ángeles, California a principios de 2003 como una banda de Neo-Soul / R & B / Funk. En 2004 participaron en la gira de Britney Spears The Onyx Hotel Tour como teloneros para promover su álbum debut, My Story.